# 廉江回龙寺
廉江回龙寺，位于中国广东省廉江市廉城镇西街市人民医院院内。回龙寺始建于明万历三十年（1602）；清代曾三次增扩建。1926年4月，中共廉江县第一个支部在此成立。1934年，廉江县政府曾在此设立廉江县第一平民医院、廉江县卫生院。1949年后，为扩建廉江县人民医院，整座寺庙已逐步拆除。
中共廉江第一个党支部廉江县农民协会旧址为廉江市文物保护单位，1981年11月12日公布。